# SN 2010dg
SN 2010dg – supernowa odkryta 7 maja 2010 roku w galaktyce A103404+3832. W momencie odkrycia miała maksymalną jasność 19,20m.